# Salsola aphylla
Salsola aphylla là loài thực vật có hoa thuộc họ Dền. Loài này được L.f. miêu tả khoa học đầu tiên năm 1782.